# Herzl Rosenblum

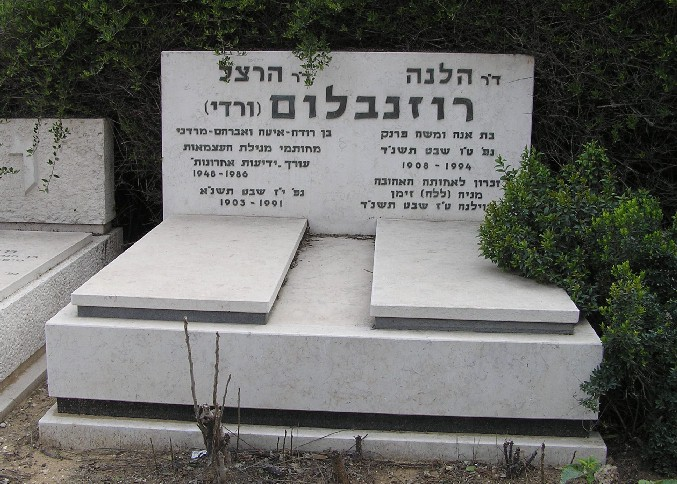
Rosenblumův hrob na Trumpeldorově hřbitově v Tel Avivu.

Dr. Herzl Rosenblum (hebrejsky: הרצל רוזנבלום, Hercl Rozenblum, jinak též Herzl Vardi; 14. srpna 1903 – 1. února 1991) byl izraelský novinář, politik a jeden ze signatářů izraelské deklarace nezávislosti. Po více než 35 let byl redaktorem izraelského deníku Jedi'ot achronot.

## Biografie
Narodil se v Kaunasu v Ruském impériu (dnešní Litva) avšak v důsledku antisemitismu a překážkám při studiu práv se přestěhoval do Vídně, kde vystudoval Vídeňskou univerzitu a získal doktorát z práv a ekonomie. Následně přesídlil do Londýna, kde pracoval jako pomocník vůdce revizionisticko-sionistického hnutí Ze'eva Žabotinského. V roce 1935 podnikl aliju do britské mandátní Palestiny, kde začal psát pro deník ha-Boker, v němž publikoval pod pseudonymem Herzl Vardi.
V květnu 1948 se stal, jakožto člen Moecet ha-Am za revizionistickou organizaci ha-Cohar, jedním ze signatářů izraelské deklarace nezávislosti. Když se chystal deklaraci podepsat, tehdejší vůdce jišuvu a pozdější izraelský premiér David Ben Gurion mu řekl „podepište se jako Vardi a ne jako Rosenblum,“ jelikož chtěl na deklaraci co nejvíce hebrejských jmen. Přestože si Rosenblum později oficiálně hebraizoval své příjmení na Vardi (jeho syn se proto jmenuje Moše Vardi), nikdy jej nepoužíval, a později přiznal, že chtěl deklaraci podepsat příjmením Rosenblum.
V roce 1949 se stal redaktorem deníku Jedi'ot achronot poté, co tehdejší redaktor Azri'el Carlebach a několik novinářů deník opustilo, aby založili vlastní s názvem Jedi'ot Ma'ariv. V této funkci působil až do roku 1986 a v tomto období se stal Jedi'ot achronot nejprodávanějším deníkem v zemi. Redaktorem se později stal i jeho syn Moše. Po odchodu do penze Rosenblum vydal své paměti s názvem Drops from the Sea (hebrejsky: טיפות מן הים, Tifut min ha-jam).